# Am Limit
Pour plus de détails, voir Fiche technique et Distribution.
Am Limit (sous-titre français Les parois de l'extrême, littéralement À la limite) est un film documentaire germano-autrichien réalisé par Pepe Danquart sorti en 2007.

## Synopsis
Le réalisateur Pepe Danquart suit les frères Thomas et Alexander Huber lors d'ascensions, en Patagonie et du El Capitan, dans la vallée de Yosemite. Une grande partie est consacrée à la tentative en escalade de vitesse de The Nose et de battre le record.
En février 2006, les deux grimpeurs extrêmes tentent d'atteindre trois sommets du Cerro Torre.

## Fiche technique
- Titre : Am Limit
- Réalisation : Pepe Danquart
- Scénario : Pepe Danquart
- Musique : Dorian Cheah, Christoph Israel
- Photographie : Martin Hauslmayr, Franz Hinterbrandner, Max Reichel, Wolfgang Thaler
- Son : Matz Müller
- Montage : Mona Bräuer
- Production : Kirsten Hager (de), Erich Lackner, Mirjam Quinte
- Sociétés de production : Hager Moss Film, Quinte Filmproduktion, Lotus Film
- Société de distribution : Kinowelt Filmverleih
- Pays d'origine :  Allemagne,  Autriche
- Langue : allemand
- Format : Couleur - 1,85:1 - Dolby Digital - 35 mm
- Genre : Documentaire
- Durée : 95 minutes
- Dates de sortie :
  - Allemagne : 22 mars 2007.
  - France : 3 octobre 2008 (diffusion par Arte)[2].

## Distribution
- Alexander Huber
- Thomas Huber
- Dean S. Potter
- Chongo

## Source de la traduction
- (de) Cet article est partiellement ou en totalité issu de l’article de Wikipédia en allemand intitulé « Am Limit » (voir la liste des auteurs).